# Hemidactylus pseudomuriceus
Hemidactylus pseudomuriceus este o specie de șopârle din genul Hemidactylus, familia Gekkonidae, descrisă de Henle și Wolfgang Böhme în anul 2003. Conform Catalogue of Life specia Hemidactylus pseudomuriceus nu are subspecii cunoscute.